# Lee Ye-Ji (taekwondo)
Lee Ye-Ji (18 de agosto de 2001) es una deportista surcoreana que compite en taekwondo. Ganó una medalla de bronce en el Campeonato Asiático de Taekwondo de 2018 en la categoría de –46 kg.

## Palmarés internacional
| Campeonato Asiático | Campeonato Asiático          | Campeonato Asiático | Campeonato Asiático |
| Año                 | Lugar                        | Medalla             | Categoría           |
| ------------------- | ---------------------------- | ------------------- | ------------------- |
| 2018                | Ciudad Ho Chi Minh (Vietnam) | Medalla de bronce   | –46 kg              |